# Ligne de Loenga à Alnabru
La ligne Loenga-Alnabru est une ligne ferroviaire de 7.3 km située dans la commune d'Oslo. Cette ligne est exclusivement réservée au transport de fret. Elle permet de relier les lignes Hovedbanen et Østfold sans passer par la gare centrale d'Oslo. 
Elle part du terminal d'Alnabru qui se situe 500m au nord de la gare d'Alna, elle passe par la gare de Bryn pour se terminer à la gare de Loenga, parallèle à la ligne d'Østfold. Concrètement, la ligne se poursuit afin de rejoindre la ligne d'Østfold, mais cette prolongation n'est pas comptée dans le kilométrage de la ligne.

## Gare de Loenga
La gare de Loenga, mise en service en 1925, est une gare de fret sans trafic passager, toutefois lors de la construction de la route E 18, la voie de chemin de fer ainsi que la gare furent utilisées pour le transport passager (automne 2006-automne 2008).